# 1012년

## 연호
- 북송(北宋) 대중상부(大中祥符) 5년
- 요(遼) 통화(統和) 30년 / 개태(開泰) 원년
- 일본(日本) 간코(寛弘) 9년 / 조와(長和) 원년
- 리 왕조(李朝) 투언티엔(順天) 3년

## 기년
- 북송(北宋) 진종(眞宗) 15년
- 요(遼) 성종(聖宗) 31년
- 고려(高麗) 현종(顯宗) 3년
- 리 왕조(李朝) 태조(太祖) 3년

## 사망
- 5월 19일(음력 4월 26일): 고려 전기의 무신·정치인 위수여.